# Йордан, Карло
Ка́рло Йо́рдан (н.-луж. Karlo Jordan, 22 мая 1885 года, деревня Попойце, Нижняя Лужица, Саксония — 3 мая 1967 года, Котбус, ГДР) — нижнелужицкий писатель, педагог и общественный деятель.

## Биография
Родился в 1885 году в нижнелужицкой деревне Попойце в семье местного учителя Гендриха Йордана и его жены Эмилии, урождённой Пятарец. После получения педагогического образования преподавал в течение четырёх лет (1906—1910) в своей родной деревне и позднее — в деревне Вусока около Фечау. В 1910 году вступил в культурно-просветительскую организацию «Матица сербо-лужицкая». Принимал активное участие в деятельности её нижнелужицкого отдела. В 1937 году после прихода к власти нацистского режима был одним из первых представителей серболужицкой интеллигенции, высланных из Лужицы в другие районы Германии. До 1945 года проживал в ссылке в Нойенбург-ам-Райне. После войны был секретарём нижнелужицкого отдела «Домовины».
Будучи учителем в деревне Вусока, основал в деревне певческий квартет и хор, в которых был дирижёром. Публиковал свои музыкальные произведения, литературные и публицистические очерки в газете «Bramborski Serbski Casnik» и в других серболужицких периодических изданиях. Основал в Котбусе крупнейший серболужицкий книжный магазин Нижней Лужицы, который располагается в настоящее время в помещении Серболужицкого музея. Собирал серболулужицкие книги и предметы народной культуры.
С 1949 года преподавал нижнелужицкий язык в Серболужицком народном университете и в Центральной серболужицкой языковой школе в Дешанке.
Младший брат Гайно Йордана.